# Илчев, Стефан
Стефан Петров Илчев (болг. Стефан Петров Илчев) - болгарский языковед, специалист по болгарской антропонимике и лексике.

## Биография
Родился 29 сентября 1898 г. в Ботевграде. Обучался по специальности „Славянская филология“ в Софийском университете (1925). Проходил стажировку в Варшаве, Кракове и Праге (1929 - 1930). 
Работал в Институте болгарского языка при БАН от его основания до конца жизни. Одновременно участвовал в качестве соавтора в написании толковых и орфографических словарей. Его наиболее известный и востребованный труд - Речник на личните и фамилните имена у българите (Словарь болгарских имён и фамилий) (1969). Также является главным редактором словаря малоупотребительных слов - Речник на редки, остарели и диалектни думи в литературата ни от ХІХ и XX век (1974; 1998). Автор множества статей и лингвистических заметок по вопросам истории слов, речевой культуре, этимологии.
Умер 4 марта 1983 г. в Софии.
Сын - болгарский славист Пётр Илчев.